# Paropsia edulis
Paropsia edulis je biljka iz porodice Passifloraceae, roda Paropsia.Prihvaćeno je ime.
Sinonimi su Paropsia fragrans Aug. DC. i Paropsia vesiculosa Noronha.
Raste na Madagaskaru (Antsiranana, DIANA, SAVA, Fianarantsoa, Atsimo-Antsiranana, Ihorombe, Vatovavy-Fitovinany, Toamasina, Alaotra-Mangoro, Analanjirofo, Atsinanana, Toliara, Anosy). Primjerci su uglavnom pokupljeni na visinama od 0 do 300 metara nadmorske visine, a ubrani su i uzorci u pojasu do 1512 metara.
Svrstana u IUCN-ov popis ugroženih vrsta. Razina ugroženosti je "najmanja zabrinutost" (LC), po zadnjoj procjeni od 9. travnja 2019. godine.

## Vanjske poveznice
- Paropsia na Germplasm Resources Information Network (GRIN)  Arhivirana inačica izvorne stranice od 3. svibnja 2013. (Wayback Machine), SAD-ov odjel za poljodjelstvo, služba za poljodjelska istraživanja.